# Juniperus monosperma
Juniperus monosperma là một loài thực vật hạt trần trong họ Cupressaceae. Loài này được Engelm. Sarg. mô tả khoa học đầu tiên năm 1896.
Đây là loài bản địa từ miền tây Bắc Mỹ, ở Hoa Kỳ trong Arizona, New Mexico, nam Colorado, miền tây Oklahoma (Panhandle), và miền tây Texas, và Mexico ở miền cực bắc của Chihuahua. Nó phát triển ở 970–2300 m độ cao.
Nó là một loài cây bụi thường xanh cây lá kim hay cây nhỏ cao tới 2–7 m (hiếm khi đến 12 m) cao, thường nhiều thân, và với một tán dày đặc, tròn.